# کیوسوکه ناریتا
کیوسوکه ناریتا (انگلیسی: Kyosuke Narita؛ زادهٔ ۲ مهٔ ۱۹۹۲) بازیکن فوتبال اهل ژاپن است.